# Roland Gawlik
Roland Gawlik (* 15. September 1944 in Großenhain) ist ein deutscher Tänzer, Choreograph, Schauspieler und Ballettdirektor.
Gawlik kam 1966 gemeinsam mit Hannelore Bey zum neugegründeten Tanztheater-Ensemble von Tom Schilling in der Komischen Oper Berlin.
Hier tanzte er alle Rollen als erster Solotänzer in den Balletten von Schilling, darunter Schwarze Vögel (Premiere: 27. September 1975), Schwanensee (1978), Romeo und Julia (1983), Wahlverwandtschaften (1983), Aschenbrödel (1984) u. a. mit Bey und Jutta Deutschland.

## Filmografie
- 1981: Darf ich Petruschka zu dir sagen?
- 1986: Rabenvater
- 2021: In Bewegung bleiben